# Born to Kill (Fernsehserie)
Born to Kill ist eine britische Krimiserie in vier Folgen. Die Miniserie wurde erstmals von Channel 4 ab dem 20. April 2017 im wöchentlichen Abstand bis zum 11. Mai 2017 ausgestrahlt. In Deutschland war sie erstmals am 31. August 2018 als DVD erhältlich.
Ursprünglich sollte Born to Kill in den USA spielen, aber als Channel 4 die Rechte erwarb, kam die Geschichte zurück nach Europa. Schauplatz ist Cardiff in Wales.

## Handlung
Protagonist der Miniserie ist Sam Woodford, ein charmanter, charismatischer Schüler, der sich leicht mit Anderen anfreunden kann und sich gut um seine alleinerziehende Mutter Jenny kümmert. Jenny ist eine unsichere Krankenschwester, die süchtig nach verschreibungspflichtigen Medikamenten ist. Sie nimmt die kleinen Zeichen der verborgenen psychopathischen Tendenzen des Teenagers nicht wahr, und dass sein offener Zugang zu der geriatrischen Abteilung, in der sie arbeitet, seinen entstehenden Zwang steigert. Nachdem Sam seiner dunklen Seite nachgegeben hat, verändert sich seine Persönlichkeit drastisch und führt zu mörderischen Gewaltakten.

## Kritik
Bei movie-infos.net ist das Fazit:
„Born to Kill bleibt trotz der interessanten Grundlage psychologisch wie emotional oberflächlich und klischeebeladen. Die uninspirierte Inszenierung lässt kaum Spannung aufkommen, wodurch die wenigen vier Folgen trotzdem ziemlich lang zu sein scheinen.“
Bei hitchecker.de wird die Miniserie mit Bates Motel verglichen, denn:
„Tatsächlich erinnert vieles in der britischen Serie "Born To Kill" an "Bates Motel". Doch Protagonist Norman Bates hat in der US-amerikanischen "Psycho"-Adaption fünf Staffeln Zeit bekommen, um sich zum soziopathischen Killer zu entwickeln.“

## Besetzung und Synchronisation
Die deutschsprachige Synchronisation entstand nach dem Dialogbuch von Frank-Michael Helmke unter der Dialogregie von Frank Muth bei der D-Facto Motion, Berlin.
| Rollenname        | Schauspieler             | Folgen | Synchronsprecher    |
| ----------------- | ------------------------ | ------ | ------------------- |
| Sam Woodford      | Jack Rowan               | 4      | Henning Nöhren      |
| Jenny Woodford    | Romola Garai             | 4      | Eva Thärichen       |
| Chrissy Anderson  | Lara Peake               | 4      | Marie-Isabel Walke  |
| Mike              | Simon Bubb               | 4      | Sven Gerhardt       |
| Oscar             | Earl Cave                | 4      | Johannes Walenta    |
| Margaret Anderson | Elizabeth Counsell       | 4      | Luise Lunow         |
| Bill Anderson     | Daniel Mays              | 4      | Jaron Löwenberg     |
| Philip            | Pal Aron                 | 3      | Tim Moeseritz       |
| Helen Deverill    | Lolita Chakrabarti       | 3      | Anke Reitzenstein   |
| Peter Shelton     | Richard Coyle            | 3      | Florian Halm        |
| Cathy             | Sharon Small             | 3      | Schaukje Könning    |
| Liam              | Bilal Abd El Rahman      | 2      | Bastian von Bömches |
| Mr. Williams      | Karl Johnson             | 2      | Peter Groeger       |
| Lauren            | Jeany Spark              | 2      | Nadine Heidenreich  |
| John              | Jacob Brown              | 2      |                     |
| Mr. Wilkinson     | Daniel Llewelyn-Williams | 1      | Oliver Bender       |
| Lisa              | T'Nia Miller             | 1      | Bea Tober           |
| Bob Franklin      | James Greene             | 1      | Hubert Burczek      |
| James             | Harry Capehorn           | 1      | Dennis Sandmann     |
| Mrs. Maudsley     | Jaimi Barbakoff          | 1      | Maria Burghardt     |
| Jane              | Natalie Paisey           | 1      | Isabelle Höpfner    |
| Rezeptionistin    | Polly Kilpatrick         | 1      | Bea Tober           |
| Brian             | John Weldon              | 1      | Bastian von Bömches |
| Sanitäterin       | Anwen Carlisle           | 1      | Maria Burghardt     |

## Episodenliste
| Nr. | Deutscher Titel            | Originaltitel | Erstausstrahlung UK | Deutschsprachige Erstausstrahlung (D) | Regie          | Drehbuch                                    |
| --- | -------------------------- | ------------- | ------------------- | ------------------------------------- | -------------- | ------------------------------------------- |
| 1 | Ein ganz normaler Junge    | Episode #1.1  | 20. Apr. 2017       | –                                     | Bruce Goodison | Tracey Malone, Kate Ashfield                |
| Sam Woodford wirkt wie ein ganz normaler Teenager, der keine größeren Probleme hat. Als jedoch die neue Schülerin Chrissy Anderson an seine Schule und in seine Klasse kommt, löst dies eine seltsame Reaktion bei ihm aus, die sein Verhalten daraufhin komplett verändert. Seine Mutter Jenny schützt ihn vor einem dunklen Geheimnis. Sie arbeitet in der geriatrischen Abteilung des Krankenhauses, zu der auch Sam offenen Zugang hat. |                            |               |                     |                                       |                |                                             |
| 2 | Nur eine Phase             | Episode #1.2  | 27. Apr. 2017       | –                                     | Bruce Goodison | Tracey Malone, Kate Ashfield                |
| Ein Todesfall im Krankenhaus sorgt für einen Verdacht, weshalb Sam vorsichtig sein und seine Gelüste bändigen muss. Jenny nimmt all ihren Mut zusammen und stellt sich ihren Ängsten, als eine Bedrohung aus der Vergangenheit wieder auftaucht. |                            |               |                     |                                       |                |                                             |
| 3 | Wie der Vater, so der Sohn | Episode #1.3  | 4. Mai 2017         | –                                     | Bruce Goodison | Tracey Malone, Kate Ashfield                |
| Nachdem Sam das dunkle Geheimnis seiner Mutter Jenny enthüllt hat, verändert sich deren Welt zum Schlechteren, denn als Sam dann seinem Vater Peter gegenübersteht, beginnt Jenny endlich, die wahre Natur ihres Sohnes zu verstehen. |                            |               |                     |                                       |                |                                             |
| 4 | Die Liebe einer Mutter     | Episode #1.4  | 11. Mai 2017        | –                                     | Bruce Goodison | Tracey Malone, Kate Ashfield, Kate Gartside |
| Nachdem sein Vater aus dem Gefängnis entlassen wurde, möchte Sam ihn besser kennenlernen und ihn Chrissy vorstellen. Jenny versucht derweil verzweifelt, dem zunehmend gefährlichen Verhalten ihres Sohnes auf den Grund zu gehen. |                            |               |                     |                                       |                |                                             |